# Spatzenkrieg
Als Spatzenkrieg bzw. Sperlingskrieg bezeichnet man zum einen die organisierte Bekämpfung von Sperlingen, zum anderen eine Guerilla-Taktik nach Art der Spatzen.

## Bekämpfungsaktionen gegen Spatzen

### Spatzenkrieg von König Friedrich dem Großen
Als erster überlieferter Spatzenkrieg gilt die Aussetzung eines Kopfgeldes gegen Spatzen durch König Friedrich den Großen im Jahr 1744, um die herrschaftlichen Felder vor den Spatzen zu schützen. Wegen der durch die Dezimierung der Sperlinge verursachten starken Ausbreitung der Insekten wurde dieses Kopfgeld jedoch bald wieder abgeschafft.

### Spatzenkrieg durch Herzog Karl I.
Auch Karl I., Herzog zu Braunschweig-Wolfenbüttel, beteiligte sich an dieser Ausrottung und erhöhte 1749 in einem eigenen Erlass sogar noch die Zahl der abzuliefernden Sperlingsköpfe.

### Spatzenkrieg durch Maria Theresia
Maria Theresia, die in ihren Verwaltungsreformen gerne Anregungen ihres großen Gegenspielers König Friedrich des Großen aufnahm, folgte dessen Plänen zur Ausrottung der Spatzen. 1749 ließ sie ein Mandat in den Erblanden verbreiten, das die Bevölkerung dazu aufrief, jährlich eine gewisse Menge an Spatzenköpfen abzuliefern. Allein in Oberösterreich sollen dem Spatzenkrieg schätzungsweise mehr als 200.000 Spatzen zum Opfer gefallen sein.

### Westricher Spatzenkrieg
Der sogenannte Westricher Spatzenkrieg fand 1759 statt.

### Spatzenkrieg durch Markgraf Karl Alexander
Markgraf Karl Alexander von Brandenburg-Ansbach und Brandenburg-Bayreuth führte seinen Krieg gegen die Spatzen durch einen Erlass vom 27. August 1771.

### Grumbacher Spatzenkrieg
1803 erließ der Grumbacher Bürgermeister Kühlenthal mit seinem Rat die Verfügung, „daß zur Ausrottung des schädlichen Spatzenviehes eine jede Familie, wo ein Mann oder erwachsener volljähriger Sohn im Hause ist, 6, eine Witwe aber ohne erwachsenen Sohn 3 Spatzenköpfe für das Jahr, jedoch nicht einzeln, an den Municipal-Rat seiner Gemeinde abliefern muß.“

### Sperlingskrieg in Westfalen
Ähnliche Kämpfe gegen die Sperlinge in Westfalen werden für den Zeitraum 1816 bis 1845 berichtet.

### Spatzenkampagne in China
Bei der Ausrottung der vier Plagen wurden auf Veranlassung Mao Zedongs in China rund zwei Milliarden Spatzen getötet. Als andere „Schädlinge“ überhandnahmen, importierte man Vögel aus der Sowjetunion.

## Spatzenkrieg als Bezeichnung für die Guerilla-Taktik
Der chinesische Politiker und Marschall Lin Piao bezeichnete die Guerilla-Taktik, bei der man verstreut wie Spatzen in der Luft vorgehe und die Partisanen bzw. Milizangehörigen sehr beweglich operieren, als Spatzenkrieg.